# علي يحيى
علي يحيى (بالعبرية: עלי יחיא‏) هو مربي ودبلوماسي إسرائيلي، ولد في 1947 في كفر قرع في إسرائيل، وتوفي بنفس المكان في 11 سبتمبر 2014.